# Zygodon gracillimus
Zygodon gracillimus là một loài Rêu trong họ Orthotrichaceae. Loài này được Broth. ex M. Fleisch. miêu tả khoa học đầu tiên năm 1904.